# Aeroporto Internacional Sabetta
O Aeroporto Internacional Sabetta (em russo: Международный аэропорт Сабетта) (IATA: SBT, ICAO: USDA) é um aeroporto localizado em Sabetta, Iamália-Nenétsia, Rússia, situado no Ártico.

## História
Em 2009, quando a Novatek assumiu o controle da Yamal LNG, no campo de gás de Yuzhno-Tambeyskoye, identificou a falta de infraestrutura de transporte como uma das fragilidades em seu plano de desenvolvimento para a usina. A Gazprom possui um aeroporto a 170 km de Sabetta, mas a construção de um novo aeroporto próximo à usina de GNL de Yamal parecia mais estratégica. As obras tiveram início em 2012. Construído do zero, o Aeroporto Internacional Sabetta entrou em operação em 2014. Um Boeing 737 da Utair foi o primeiro a pousar na pista, em 4 de dezembro de 2014. O terminal entrou em operação durante o verão de 2015 e recebeu sua certificação internacional em outubro do mesmo ano.
Em março de 2015, a Utair iniciou voos semanais entre Moscou-Vnukovo e Sabetta, destinados principalmente ao transporte de funcionários das grandes usinas de GNL do Iamália-Nenétsia.

## Descrição
Devido ao clima, a pista de Sabetta foi pavimentada com 15 mil placas de concreto protendido PAG-18 (6x2 metros, 5,2 toneladas cada). A pista possui 2 704 metros de comprimento e 46 metros de largura. Um AN-124 pousou na pista em 6 de março de 2017. A capacidade da infraestrutura permitiu que as companhias Volga-Dnepr Airlines e a AirBridgeCargo transportassem partes da planta de GNL Yamal, fabricadas na Alemanha e na China.
O terminal do Aeroporto Internacional Sabetta possui capacidade para processar até 200 passageiros por hora. Um posto de abastecimento com capacidade para 4 500 toneladas permite o reabastecimento de aeronaves para voos de longa distância.
O aeroporto é de propriedade e operação da Yamal LNG.

## Instalações
A pista do aeroporto é capaz de receber aeronaves como Airbus A320, Boeing 737, Boeing 767, Sukhoi Superjet 100, Antonov An-124, Ilushin Il-76, além de todos os tipos de aeronaves mais leves.

Aeronaves no Aeroporto Internacional Sabetta
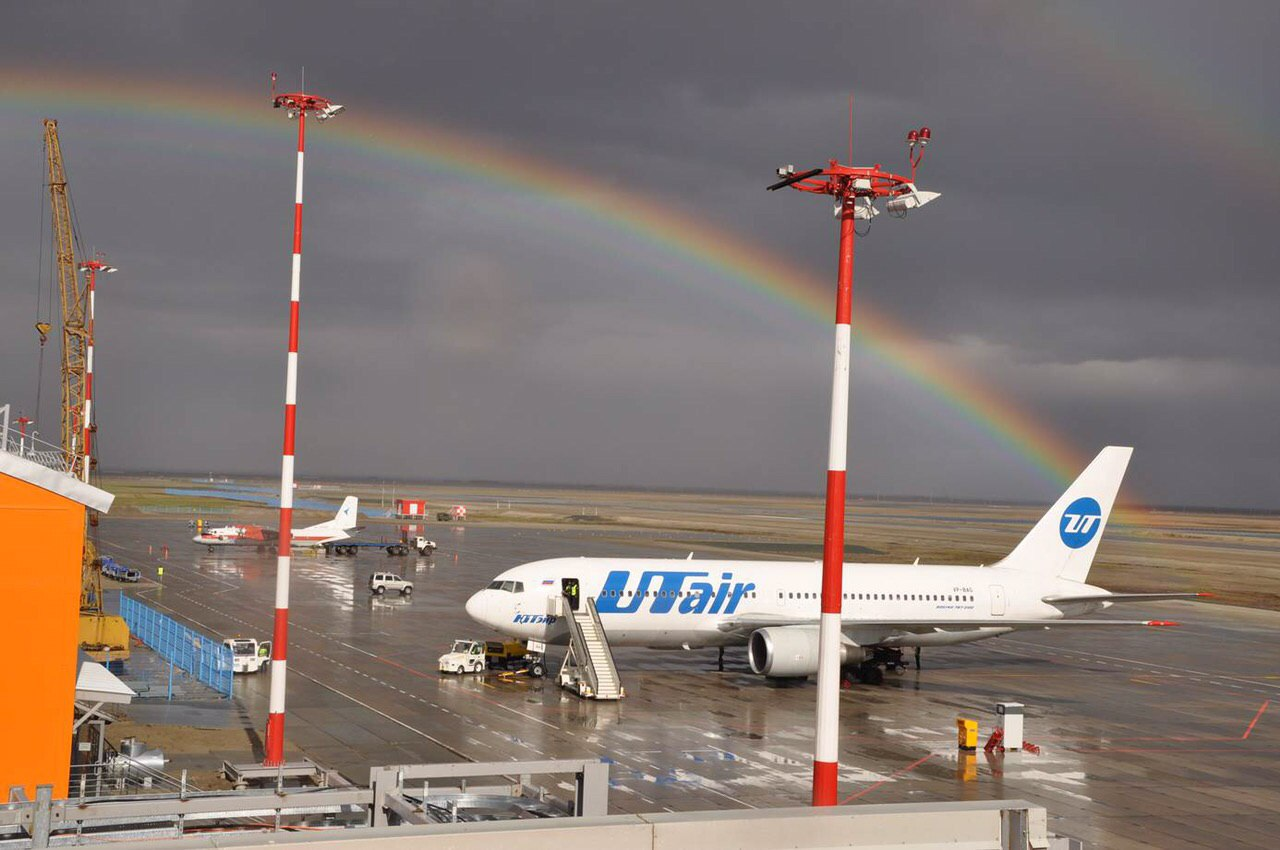
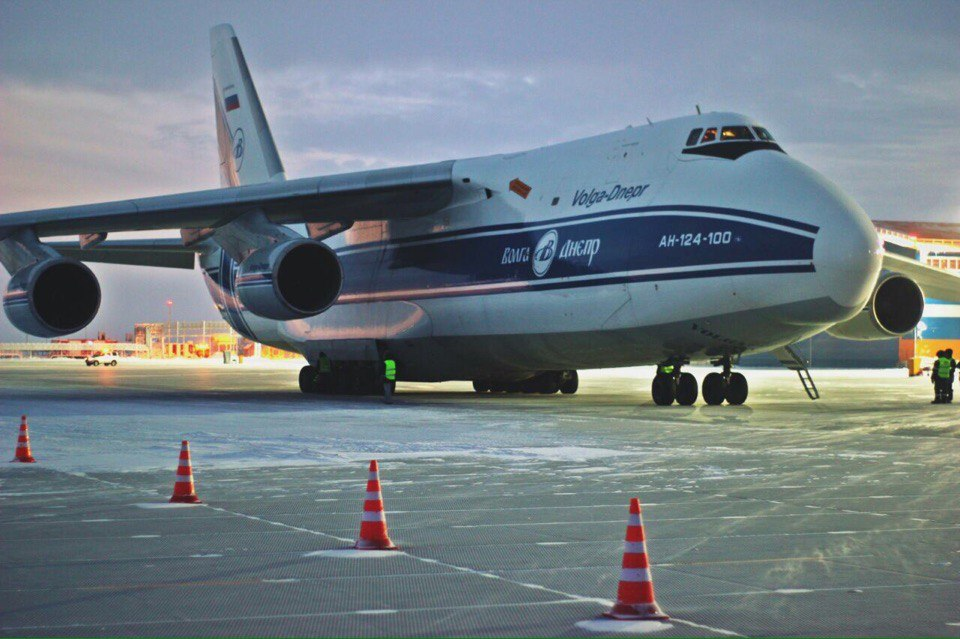

## Companhias aéreas e destinos
| Companhia aérea    | Aeroporto de origem |
| ------------------ | ------------------- |
| Red Wings Airlines | Moscow–Domodedovo   |
| Utair              | Moscow–Vnukovo      |

O Aeroporto Internacional Sabetta também está previsto para operar voos com destino à França e à China, como parte dos acordos firmados entre os acionistas da Yamal LNG — a francesa Total (20%)  e a chinesa China National Oil and Gas Exploration and Development Corp. (CNODC), também com 20%.